# Verkiezingen voor het Europees Parlement 2004/Kandidatenlijst/ChristenUnie-SGP
Hieronder volgt de kandidatenlijst voor de Europese Parlementsverkiezingen 2004 van ChristenUnie-SGP, een gezamenlijke lijst van ChristenUnie en de Staatkundig Gereformeerde Partij.

## De lijst
1. Hans Blokland
2. Bas Belder
3. Peter van Dalen
4. Chris Janse
5. Rijk van Dam
6. Evert-Jan Brouwer
7. Hans van Dijk
8. Jan Verboom
9. Ruud van Eijle
10. Ton de Jong
11. Heleen van den Berg
12. Otto van der Tang
13. Nadine de Roode-Hof
14. Gerrit Holdijk
15. Jochem Pleijsier
16. Rinus Houtman
17. Leon Meijer
18. Henk Jan van Schothorst
19. Johannes Schenk
20. Roelof Bisschop